# Poltrona

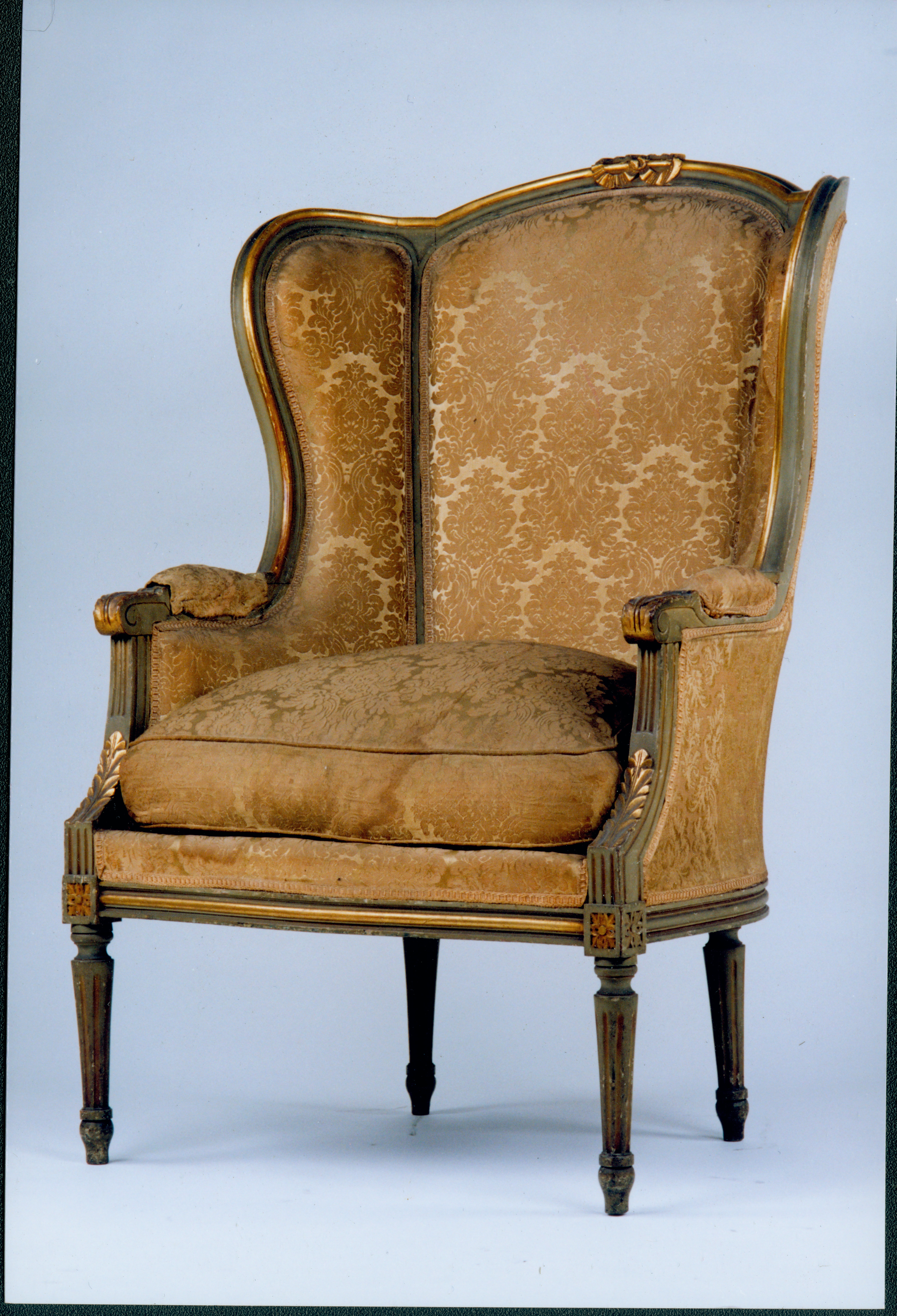
Poltrona em madeira e tecido têxtil da coleção do Museu Paulista

Poltrona é um tipo de assento individual, comumente associado a uma cadeira de braços, larga e estofada. A palavra poltrona tem origem no italiano poltro, que significa "cama". Ao longo do tempo, o nome acabou sendo sinônimo de espécie de sofá para uma só pessoa.

## Modelos
Dentre os principais modelos de poltronas, constam:
- Eames Lounge Chair, com desenho e projeto de Charles e Ray Eames[3]
- Womb Chair, com desenho e projeto de Eero Saarinen[3]
- Egg Chair, com desenho e projeto de Arne Jacobsen[3]
- Swan Chair, com desenho e projeto de Arne Jacobsen[3]
- Poltrona Barcelona[3]
- LC2 e LC3, com desenho e projeto de Le Corbusier, Pierre Jeanneret e Charlotte Perriand[3]
- Wassily Chair, com desenho e projeto de Marcel Breuer[3]
- Butterfly, com desenho e projeto de Antoni Bonet, Juan Kurchan e Jorge Ferrari-Hardoy[3]
- Poltrona Mole, com desenho e projeto de Sergio Rodrigues[3]
- Papa Bear Chair, com desenho e projeto de Hans Wegner[3]

## Galeria

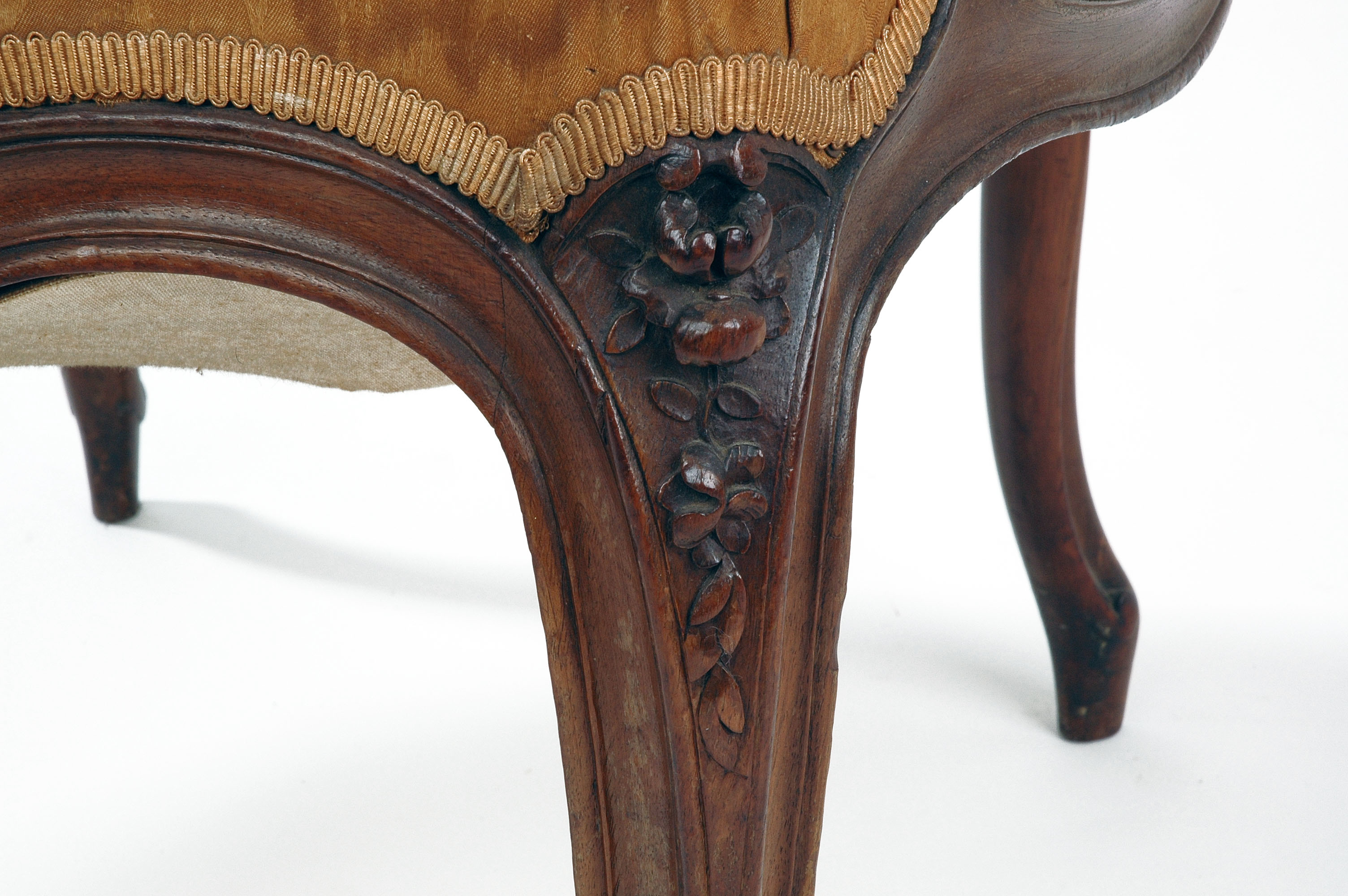
Detalhe de entalhe em madeira em poltrona da coleção do Museu Paulista
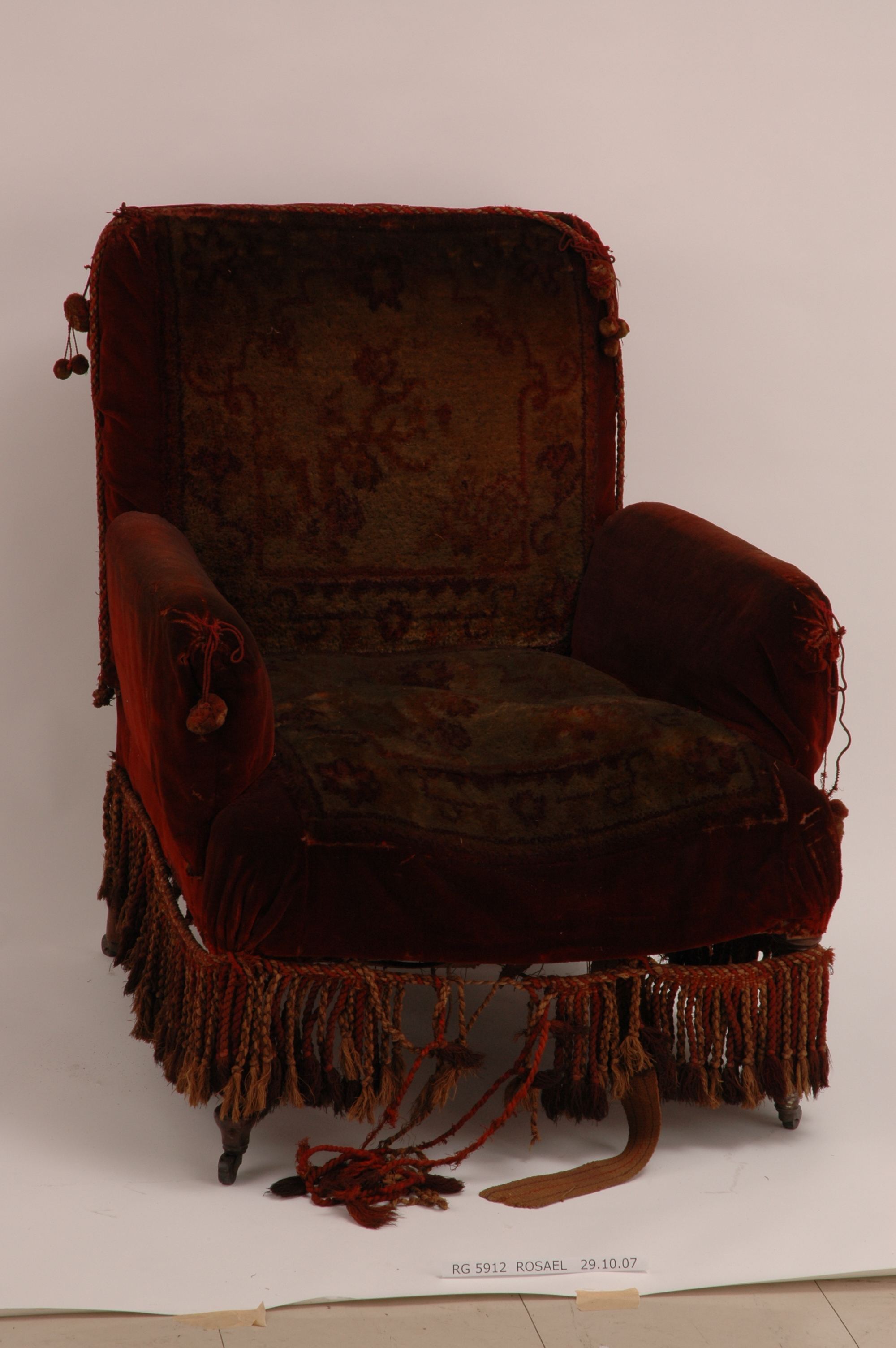
Poltrona em madeira e veludo/Coleção Museu Paulista